# Empis variegata
Empis variegata är en tvåvingeart som beskrevs av Johann Wilhelm Meigen 1804. Empis variegata ingår i släktet Empis och familjen dansflugor. Inga underarter finns listade i Catalogue of Life.

## Bildgalleri

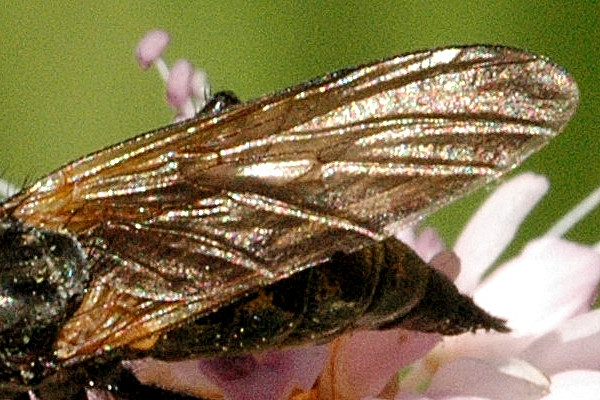